# Фуертевентура
Фуертевентура (на испански: Fuerteventura) е остров от архипелага на Канарските острови, заемащ площ от 1659 квадратни километра, което го нарежда на второ място по големина след Тенерифе. Намира се на само 98 км. от африканския бряг, което е и основна причина за наплива от имигранти от Африка, като месечно се залавят средно между 5 и 15 лодки с между 100 и 300 африканци. От 2009 година след подписване на споразумение с африканските държави емигрантите намаляха драстично.
На територията на Фуертевентура има 6 общини, както следва:
- Антигуа (9204 души)
- Бетанкурия (742 души)
- Ла Олива (20 084 души)
- Пахара (19 424 души)
- Пуерто дел Росарио (31 808 души)
- Туинехе (13 124 души)

Към 2011 година населението на острова наброява около 104 000 души. В южната му част се намират известните плажове Хандия, а в местността Сотавенто всяка година се провежда кръг от световното първенство по уиндсърфинг и кайтсърфинг.
На територията на острова има летище в община Пуерто дел Росарио с годишен пътникопоток от 4 630 056 души (данни на АЕНА от 2007 г.)